# Johannes Nepomuk Georg Palliardi
Johannes Nepomuk Georg Palliardi volt Michael Ignaz Palliari három stukkós, illetve építész fia közül a legfiatalabb. Ifjabb bátyjához, Johann Ignaz Palliardihoz hasonlóan ő is építőmester lett és ő is fölvette nevébe a „d” betűt.
1744 januárjában született, és január 21-én keresztelték a strachovi templomban; a tanúja Jacob Schödl (Jacub Schödl) volt. Számos középülete mellett ő építette családja számára a Paliarka-birtokot Smíchovban.
Halotti anyakönyvi kivonatából tudjuk, hogy 1776-ban kapott polgárjogot az Óvárosban.
Fia: Ignác Alois Palliardi (1765–1806)
Ugyancsak Schödl volt a tanúja, amikor 1786. július 26-án vagy 1786. december 31-én megnősült a  Szent Tamás-templomban. Nevét Johannes Palliardi alakban írta alá.
Haláláról a legkorábbi adatokat Gottfried Johann Dlabacz kanonok, költő és könyvtáros 1815-ben tette közzé: „Palliardi Johann, prágai építőmester, 1810-ben halt meg 66 éves korában”.

## Munkássága
Kevés építészeti jártasságot mutatott, és csak néhány épületet hagyott hátra.
1792-ben ő tervezte és felügyelte volna a mai Rohanský-palota eredetileg kisebb házainak összeépítését a kisoldali Karmelita utcában (Karmelitská ulice) Vojtěch Černín számára, de a megrendelő 1796-ban végül Josef Zobel tervét valósította meg.
Szintén 1792-ben az ugyancsak kisoldali  Tamás utca (Tomášská ulice) 24. és 25. számú reneszánsz házait összekötötte és szerkezetüket teljesen átalakította. Harmadik emeleti toldalékot tervezett a ház homlokzatához és egy új, oszlopos lépcsőházat, de utóbbi az építkezés közben összeomlott. A tágas, tizenegy tengelyes, de nem túl jellegzetes formájú homlokzat a barokk és a klasszicizmus fordulóján áll.
A Szeminárium utcai (Seminářská ulice) 165. számú Trautmannsdorf-palota homlokzatának tervét 1799-ben készítette el.
A Kis tér (Malý náměstí) 9/1. ház új belső elrendezése, új lépcsőháza és homlokzatának átalakítása 1803-as munkája.
1809-ben az óvárosi Skořepka utca 527. ház átépítésének tervét készítette el (a jelenlegi épületet ennek helyére 1889-ben építették).
1803-ban új lépcsőt tervezett a prágai Újvárosban, a Hybernská utca 1034-be, a Sweerts-Sporck-palotába.
Az Irgalmas Testvérek prágai kórházában 24 szobás őrültek házát épített a Poříčská kapu előtti Zsidókert és üzemi épületek helyén. Az Óvárosban lévő 923. számú ház színes terve is fennmaradt 1802-ből.